# Абрамова, Наталья Николаевна
Наталья Николаевна Абрамова (род. 6 февраля 1937, Москва) — советский и российский аниматор, редактор и сценарист.

## Биография
Училась во ВГИКе, который окончила в 1960 году. После окончания института работала редактором в киностудии «Союзмультфильм». С 1971 года начала писать сценарии для мультфильмов. Член Международной ассоциации мультипликационного кино (International Animated Film Association, Association internationale du film d’animation — ASIFA, АСИФА). Приняла участие в создании более 60 мультфильмов, среди которых Крокодил Гена, Ёжик в тумане, Тайна третьей планеты.

## Фильмография

### Сценарист
- 1971 Соломенный бычок
- 1973 Бурёнка из Маслёнкино
- 1974 Ниточка и котёнок
- 1975 Некогда! Некогда!
- 1977 Никчемучка
- 1981 Бездомные домовые
- 1984 Два справедливых цыплёнка
- 1984 Как было написано первое письмо
- 1984 Понарошку
- 1986 Снегурята
- 1986 Под ёлкой в сборнике «Весёлая карусель № 18»
- 1997 Ночь на Лысой горе
- 2003 Полынная сказка в три блина длиной
- 2007 Медвежий угол
- 2010 Дедушкин валенок
- 2012 Ах, если б к нам приехал лес — Весёлая карусель № 34
- 2013 Месяц — лимонная долька — Весёлая карусель № 35
- 2014 Сколько лап у собаки — Весёлая карусель № 37

### Редактор
- 1960 Петя-Петушок
- 1960 Прочти и катай в Париж и Китай
- 1960 Секрет воспитания
- 1960 Про козла
- 1961 Заокеанский репортёр
- 1961 Новичок
- 1962 Банальная история
- 1962 Летающий пролетарий
- 1962 Случай с художником
- 1962 Светлячок № 2
- 1963 Светлячок № 3
- 1963 Сказка о старом кедре
- 1963 Следопыт
- 1964 Левша
- 1966 Поди туда, не знаю куда
- 1966 Потерялась внучка
- 1966 Тимошкина ёлка
- 1967 Варежка
- 1967 Паровозик из Ромашкова
- 1967 Приключения барона Мюнхаузена
- 1967 Шесть Иванов — шесть капитанов
- 1968 Клубок
- 1968 Козлёнок, который считал до десяти
- 1968 Не в шляпе счастье
- 1968 Осторожно, щука!
- 1968 Самый большой друг
- 1968 Соперники
- 1968 Белая шкурка
- 1969 Крокодил Гена
- 1969 Балерина на корабле
- 1969 Вятская лошадка
- 1969 Пластилиновый ёжик
- 1969 Времена года
- 1969 Солнечное зёрнышко
- 1970 Бобры идут по следу
- 1970 Отважный Робин Гуд
- 1970 Мой друг Мартын
- 1971 Золочёные лбы
- 1972 Заветная мечта
- 1972 Мама
- 1972 Новогодняя сказка
- 1973 Аврора
- 1973 Василёк
- 1973 Лиса и заяц
- 1973 Мы с Джеком
- 1974 Всё наоборот
- 1974 Как козлик землю держал
- 1974 Карусельный лев
- 1974 Цапля и журавль
- 1974 Шапокляк
- 1974 Ваня Датский
- 1975 В гостях у гномов
- 1975 Ёжик в тумане
- 1975 Наследство волшебника Бахрама
- 1975 Необычный друг
- 1975 Новогодний ветер
- 1975 Ох и Ах
- 1975 Поезд памяти
- 1976 Зайка-зазнайка
- 1976 Как дед великое равновесие нарушил
- 1976 Просто так
- 1976 38 попугаев
- 1977 Солнышко на нитке
- 1977 Бабушка удава
- 1977 Как грибы с горохом воевали
- 1977 Куда идёт слонёнок
- 1977 Ох и Ах идут в поход
- 1977 Последний лепесток
- 1977 Самый маленький гном (выпуск 1)
- 1977 Пятачок
- 1978 Жирафа и очки
- 1978 Контакт
- 1978 Легенды перуанских индейцев
- 1978 Метаморфоза
- 1978 Наш друг Пишичитай
- 1978 Подарок для самого слабого
- 1978 А вдруг получится!
- 1978 Привет мартышке
- 1979—1980 Баба-яга против!
- 1979 Волшебное кольцо
- 1979 Завтра будет завтра
- 1979 Зарядка для хвоста
- 1979 Новый Аладдин
- 1979 Пер Гюнт
- 1979 Сказка сказок
- 1980 Разлучённые
- 1981 Бибигон
- 1981 Ёжик плюс черепаха
- 1981 Как будто
- 1981 Тайна третьей планеты
- 1981 Тигрёнок на подсолнухе
- 1982—1986 Боцман и попугай
- 1982 Волшебное лекарство
- 1982 Каша из топора
- 1982 Рыбья упряжка
- 1983 Весёлая карусель № 14, 15
- 1983 Жил у бабушки козёл
- 1983 Увеличительное стекло
- 1983 Чебурашка идёт в школу
- 1984 Волк и телёнок
- 1984 Ночной цветок
- 1985 Великое закрытие
- 1985 Два билета в Индию
- 1985 Грибной дождик
- 1987 Поморская быль
- 1987 Белая трава
- 1988 Смех и горе у Бела моря
- 1988 Карпуша
- 1989 Два богатыря
- 1989 Мальчик и лягушонок
- 1989 Музыкальный магазинчик
- 1990 Весёлая карусель № 20, 21, 22
- 1990 Ёжик должен быть колючим?
- 1990 Крылатый, мохнатый, да масляный
- 1991 По лунной дороге
- 1991 Ненаглядное пособие
- 1991 Мисс Новый Год
- 1991 Mister Пронька
- 1992 Великая битва слона с китом
- 1992 Шарман, Шарман!
- 1993 Обезьянки, вперёд
- 1993 Пряник
- 1993 Деревенский водевиль
- 1993 Весёлая карусель № 25, 26
- 1994 Весёлая карусель № 27
- 1994 Ах, эти жмурки!
- 1994 Жили-были
- 1995 Весёлая карусель № 28, 29
- 1995 Обезьянки в опере
- 1995 Про любовь и муху
- 1995 Теремок
- 1996 Весёлая карусель № 30
- 1997—1999 Незнайка на Луне
- 2000 Весёлая карусель № 31, 32
- 2000 Весёлая карусель № 33
- 2001 Дора-дора-помидора
- 2001 Праздник
- 2002 Дочь великана
- 2003 Грибок[1]
- 2003 Полынная сказка в три блина длиной
- 2005 Поединок
- 2005 Знакомые нашей ёлки
- 2006 Сказка о войне и карандаше
- 2006 Кролик с капустного огорода
- 2006 Попугай Кеша и чудовище
- 2012 Весёлая карусель № 34
- 2013 Весёлая карусель № 35
- 2013 Ненастоящая девочка
- 2018 Белозубка